# とりせん
株式会社とりせん（英称：TORISEN Co.,Ltd.）は、群馬県を中心に店舗を展開するスーパーマーケットチェーン。
1970年（昭和45年）に「オール日本スーパー経営者協会」（現・オール日本スーパーマーケット協会（AJS））に加盟した。

## 概要
群馬県多々良村の名主の家系に生まれた（4代目）前原仙吉が、1912年（大正元年）に同県館林町（後の館林市本町4-9）で食品販売業として「鳥仙商店」を創業し、当初は小売専門として営業した。
その後、食料品の卸売業にも参入し、1931年（昭和6年）から事業を手伝っていた（4代目）前原仙吉の長男の前原壬子雄が1948年（昭和23年）2月1日に鶏卵類卸業として資本金50万円で「株式会社鳥仙本店」を設立して法人化した。
1958年（昭和33年）5月1日に店舗面積約50坪の総合食料品店として館林中央店を開店し、1959年（昭和34年）にセルフサービス式を導入した。
1958年（昭和33年）8月に卸部の新館を開設した。
1960年（昭和35年）2月に「（初代）株式会社とりせん」に商号変更した。
1961年（昭和36年）4月に羽生店を1号店としてスーパーマーケットのチェーン展開を始めた。
1974年（昭和49年）2月に館林市大字下早川田700に本社を移転し、同年3月5日には新本社・流通センターを竣工させた。
1978年（昭和53年）3月には「（初代）雄峯食品株式会社」に商号変更すると共にスーパー部門を「（2代目）株式会社とりせん」として分離した。
1976年（昭和51年）10月に従来の食料品と家庭用品に衣料品を加えた業態の「ファミリープラザ」1号店として小山店を開店した。
また、同年11月に前橋市に一般食品・菓子・食肉加工品・総菜などの自社ブランドの食料品の製造を行う「マック食品」を設立した。
1979年（昭和54年）1月に西那須野店を開店し、家電製品や書籍なども扱うショッピングセンターの出店を開始した。
また、同年3月に高崎市に「ステーキハウス藤」を開店して外食産業に本格的に参入することになった。
1981年（昭和56年）7月に家電売り場についてベスト電器と提携した。
1982年（昭和57年）3月1日には「（初代）雄峯食品株式会社」が「（2代目）株式会社とりせん」を吸収合併して「（3代目）株式会社とりせん」に商号変更した。

## 沿革
- 1912年（明治45年）5月 - 鳥仙商店（食品卸売業）創業[広報 1]。
- 1948年（昭和23年）2月1日 - 鶏卵類卸業として資本金50万円で[11]「株式会社鳥仙本店」を設立して法人化[5]。
- 1953年（昭和28年）11月 - 安蘇郡葛生町に葛生店を開店[3]。
- 1958年（昭和33年）
  - 5月1日[5] - 店舗面積約50坪の総合食料品店として[12]館林中央店を開店し[13]。
  - 8月 - 卸部の新館を開設[5]。
  - 10月 - 中央店にセルフサービスを導入し、本格的スーパーマーケットチェーンの経営を開始[広報 1]。
- 1960年（昭和35年）2月 - 「（初代）株式会社とりせん」に商号を変更[14]。
- 1970年（昭和45年） - 「オール日本スーパー経営者協会」（現・オール日本スーパーマーケット協会（AJS））に加盟[8]。
- 1972年（昭和47年）2月 - 「前原興産株式会社」を設立[18]。
- 1973年（昭和48年）8月 - 館林市下早川田にプロセスセンターを新設し、生鮮食品のセントラルパッケージ方式を採用[広報 1]。
- 1974年（昭和49年）2月 - 館林市下早川田に本社を移転[4]。
- 1975年（昭和50年）11月 - 株式会社西群馬とりせんを合併[2]。
- 1976年（昭和51年）
  - 10月[16] - 従来の食料品と家庭用品に衣料品を加えた業態の「ファミリープラザ」1号店として小山店を開店[17]。
  - 11月[18] - 前橋市に自社ブランドの食料品の製造を行う「マック食品」を設立[17]。
- 1978年（昭和53年）
  - 3月 - 「（初代）雄峯食品株式会社」に商号変更し、スーパー部門を「（2代目）株式会社とりせん」として分離[4]。
  - 6月 - 「前商コックフーズ株式会社」を設立[22]。
- 1979年（昭和54年）
  - 1月[16] - ショッピングセンター1号店として[17]西那須野店を開店[16]。
  - 3月 - 高崎市に「ステーキハウス藤」を開店して外食産業に本格的に参入[19]。
- 1980年（昭和55年）3月 - 「前原物産株式会社」を設立[22]
- 1981年（昭和56年）7月 - ベスト電器と提携[20]。
- 1982年（昭和57年）
  - 3月1日[21] - 「（初代）雄峯食品株式会社」が「（2代目）株式会社とりせん」を吸収合併して「（3代目）株式会社とりせん」に商号変更[4]。
  - 10月 - 小桑原店に生鮮食品のインストアパッケージ方式などの新システムを採用し、1号店として改装開店[広報 1]。
- 1990年（平成2年）12月 - POSシステム全店導入完了[広報 1]。
- 1992年（平成4年）10月 - 群馬町店SMを600坪型1号店として増床開店[広報 1]。
- 1999年（平成11年）8月 - 発泡スチロール減溶プラントを本社敷地内に設置し、リサイクルへの取り組みを強化[広報 1]。
- 2000年（平成12年）4月 - 新業態コインランドリーエムズ朝日町店（2号店よりせんたく広場に改称）開店[広報 1]。
- 2003年（平成15年）12月 - とりせん館林物流センター稼動[広報 1]。
- 2007年（平成19年）10月 - 太陽光発電システムを設置した城西の杜店を開店[広報 1]。
- 2010年（平成22年）12月 - 環境マネジメントシステム「エコアクション21」を全店舗が取得[広報 1]。
- 2013年（平成25年）12月 - 群馬県と地域活性化包括連携協定を締結[広報 1]。
- 2014年（平成26年）11月 - 平成26年度全国福祉大会で長年赤い羽根共同募金に貢献したことから「中央募金会会長賞」を受賞[広報 1]。
- 2015年（平成27年）8月 - 新デザインを採用した小堤店を開店[広報 1]。
- 2016年（平成28年）7月 - チャージ機能付き「とりせん電子マネーカード」開始[広報 1]。
- 2018年（平成30年）3月 - 館林市と「地方創生に係る包括連携協定」を締結[広報 1]。
- 2021年
  - 3月 - 黒磯店にて移動スーパー「とくし丸」事業を開始[23]。
  - 4月 - とりせんアプリ開始、現金ポイントに対応[要出典]。
- 2023年（令和5年）11月1日 - とりせん佐野西店にて「とりせんネットスーパー」サービス開始[広報 2][24]。

## 店舗
- 店舗数（2022年3月現在）
- 群馬県：28店舗
- 栃木県：20店舗
- 茨城県：10店舗
- 埼玉県：3店舗

現行店舗は公式サイト「株式会社とりせん　店舗検索」を参照。

### かつて存在した店舗

#### 群馬県

##### 館林市
- 鳥仙商店（館林市本町4-9[4]、1912年（大正元年）開店[4]）
当初は小売専門として営業した創業店[5]。

- 館林中央店（館林市大手町7-11[25][2][26]、1948年（昭和23年）2月1日開店[25]）
店舗面積約297m2[25] → 約374m2[26]
1958年（昭和33年）5月1日に[5]店舗面積約50坪の総合食料品店として[12]新装開店した[13]。

- 館林西部店（館林市西本町8-31[25]、1966年（昭和41年）9月開店[25]）
店舗面積約409m2[25] → 約371m2[2]

- 館林南店（館林市本町4-9-15[27][28]、1976年（昭和51年）11月開店[28][18] - ?閉店）
店舗面積約2,732m2[27] → 約3,304m2[28]

- 小桑原店（館林市大字小桑原888[28]、1981年（昭和56年）7月開店[28] - ?閉店）
店舗面積約3,469m2[28]

##### 太田市
- マミーズ太田東店（太田市東本町42-17[29][3]、1975年（昭和50年）10月開店[29][3] - ?閉店）
店舗面積約198m2[29][3]
当社のコンビニエンスストア業態・マミーズの店舗で、竹中工務店のペーパーハニカム方式で工期約1ヶ月で竣工した建物に出店していた[3]。

- 太田南店（太田市飯田町1023[28]、1971年（昭和46年）11月開店[28] - ?閉店）
店舗面積約495m2[28]

- 鳥山店（太田市鳥山656-1[30]、1983年（昭和58年）4月開店[30] - ?閉店）
店舗面積約498m2[30]

- サントリア太田店（太田市新井町563[31]）
店舗面積約496m2[31]、駐車台数約320台（太田新井店と共有）[31]。
太田新井店の衣料品部門を独立させる形で隣接地に出店した店舗で、同店と合わせて近隣型ショッピングセンターに近い商業集積となった[31]。

- サントリア石原店（群馬県太田市石原町、開店・閉店不明）[要出典]
現在のローソン太田石原町店がある場所に衣料品専門店として存在した。[要出典]

##### 桐生市
- 桐生本町店（桐生市本町5-52[32][33]、1966年（昭和41年）12月開店[32]）
店舗面積約370m2[32][33]

- サントリア桐生店（桐生市本町5-52[28]、1980年（昭和55年）10月開店[28] - ?閉店）
店舗面積約370m2[28]

- 桐生錦町店（桐生市錦町2-4-35[28]、1967年（昭和42年）11月開店[28][32]）
店舗面積約475m2[32] → 約683m2[28]

- （初代）西桐生店（桐生市永楽町[34]、?開店 - ?閉店）
敷地面積約3,096m2[34]、鉄筋コンクリート造平屋建て[34]、延べ床面積約2,255m2[34]、店舗面積約1,350m2[34]。
上毛電鉄西桐生駅前にワンフロアで食品・衣料・雑貨を販売する店舗として開店した[34]。
1969年（昭和44年）6月19日に三菱商事の斡旋で「東京スーパーマーケット」に売却した[35]。

- （2代目）ファミリープラザ西桐生店（桐生市小曽根9-17[27][30]、1975年（昭和50年）11月開店[30] - ?閉店）
店舗面積約947m2[27] → 約1,282m2[30]

##### 伊勢崎市
- 伊勢崎店（伊勢崎市大手町11-11[36]、1970年（昭和45年）10月29日開業[36] - 1984年（昭和59年）2月12日閉店[37]）
敷地面積約5,000m2[36]、鉄筋コンクリート造地上4階塔屋1階[36]、延べ床面積約10,222m2[36]、店舗面積約5,631m2[36]（当社店舗面積約1,320m2[38]）、駐車台数約180台[36]。
ニチイと提携して[37]、伊勢崎警察署跡地に[39]当社が開発した「伊勢崎ショッピングセンター」にニチイと共に核店舗として出店していた[36]。

- サントリア伊勢崎店（伊勢崎市上諏訪町1428-1[40]、1986年（昭和61年）6月開店[41] - ?閉店）
店舗面積約490m2[41]

- メルクス伊勢崎店（伊勢崎市宮子町189[42]、1997年（平成9年）12月12日開店[43] - 2011年頃?閉店[要出典]）
店舗面積約600坪[42]
ハイパーモールメルクス伊勢崎にミスターマックスと共に核テナントとして出店していた[42]。

##### 前橋市
- 文京店（前橋市文京町1-40-14[27]、1970年（昭和50年）7月開店[44] - ?閉店）
店舗面積約1,869m2[44]

- 三俣店（前橋市日吉町2-463-9[27]、1972年（昭和47年）11月開店[45] - ?閉店）
店舗面積約1,068m2[45]

- 国領店（前橋市国領町2-13-38[28]、1979年（昭和54年）5月開店[44] - ?閉店）
店舗面積約2,393m2[28][44]

- 総社店（前橋市総社町2-13-10[28][46]、1980年（昭和55年）11月開店[28] - ?閉店）
店舗面積約493m2[46]

- 江木店（高崎市江木町302-5[27]、1972年（昭和47年）12月開店[18] - ?閉店）
店舗面積約512m2[27] → 約627m2[18]

##### 高崎市
- 飯塚店（高崎市飯塚町字内野町374-1[27][47]、1974年（昭和49年）11月開店[47] - ?閉店）
店舗面積約1,125m2[27] → 約1,303m2[47]

- 歌川店（高崎市歌川町8[27]、）
店舗面積約960m2[27]

- 中居店（高崎市中居町3-30-4[33]（旧・992[30]）、1976年（昭和51年）9月開店[30] - ?閉店）
店舗面積約1,042m2[33]

##### その他の群馬県
- 境町店（佐波郡境町大字境1378[28]、1980年（昭和55年）10月開店[28] - ?閉店）
店舗面積約2,803m2[28]
織間レース工場跡に出店していた[48]。

- 安中ショッピングプラザ店（安中市原市字一里山265-1[49]、開店[50] - ?閉店）
SC店舗面積約4,156m2[49]

- フィール藤岡店（藤岡市中栗須字大林390[51]、1995年（平成7年）10月19日開店[51][52]）
SC店舗面積約16,501m2[52]
ホームマート・セキチューと共に「スーパーセンター·フィール」の核店舗として出店していた[52]。

- 笠懸店（新田郡笠懸町大字久宮164-1[53]、?開店 - ?閉店）
SC店舗面積約4,907m2[53]

#### 栃木県

##### 安蘇郡
- 葛生店（安蘇郡葛生町中央2-2-28[3]、1953年（昭和28年）11月開店[3] - ?閉店）
店舗面積約125m2[3]

- （初代）田沼店（安蘇郡田沼町中央2-2-28[54]、1957年（昭和32年）2月開店[54] - ?閉店）
店舗面積約158m2[54]
田沼長田沼1334-1にファミリープラザ田沼店が1979年（昭和54年）10月13日に開店した[55]。

##### 足利市
- 足利店（足利市足利市通り2-2623[56]、?開店 - ?閉店）
店舗面積約495m2[56]

- 大正店（足利市大正町866-3[16]、1972年（昭和47年）12月開店[16] - ?閉店）
店舗面積約1,453m2[16]

- 足利南店（足利市堀込町本屋敷117[57][58]、1978年（昭和53年）6月1日開店[58] - ?閉店）
店舗面積約1,440m2[57]

- 今福店（足利市今福町351-1[57][58]、1977年（昭和52年）9月2日開店[58] - ?閉店）
店舗面積約1,080m2[16]

##### 佐野市
- 佐野店（佐野市亀井町2665[16]、1966年（昭和41年）11月開店[16] - ?閉店）
店舗面積約409m2[16]

- 堀米店（佐野市堀米町136[16]、1976年（昭和51年）10月開店[16] - ?閉店）
店舗面積約820m2[16]

##### 宇都宮市
- 江曾島店（宇都宮市江曾島本町862[16]、1975年（昭和50年）6月開店[16] - ?閉店）
店舗面積約1,923m2[16]

- 戸祭店（宇都宮市戸祭町3-6-1[16]、1976年（昭和51年）4月開店[16] - ?閉店）
店舗面積約1,469m2[16]

- 岩曾店（宇都宮市岩曾町沢向1256-7[59]、1978年（昭和53年）9月28日開店[59] - ?閉店）
店舗面積約974m2[16]

##### 小山市
- 小山店（小山市駅南町2-30[16]、1976年（昭和51年）10月開店[16] - ?閉店）
店舗面積約1,450m2[16]
従来の食料品と家庭用品に衣料品を加えた業態の「ファミリープラザ」1号店として開店した[17]。

- 天神町店（小山市天神町1-4-23[16]、1984年（昭和59年）8月開店[18] - ?閉店）
店舗面積約966m2[18]

##### その他の栃木県
- 大田原店（大田原市加治屋字加治屋83-27[60]、?開店 - 2012年（平成24年）10月閉店[61]）
総合スーパー業態として、衣料品なども扱っていた大型店舗だった[61]。跡地はディスカウントストア「ドン・キホーテ」大田原店[62]。

- 西那須野店（那須郡西那須野町大和町114[16]、1979年（昭和54年）1月開店[16] - ?閉店）
店舗面積約3,320m2[16]

- 矢板店（矢板市鹿島町1-23[63]（旧・1084-21[64][65]）、1977年（昭和52年）12月17日開店[64] - ?閉店）
敷地面積約2,600m2[65]、鉄筋コンクリート造地上2階建て[65]、延べ床面積約4,914m2[65]、店舗面積約4,435m2[65]（当社店舗面積約3,168m2[63]）、駐車台数約180台[65]。

- 鹿沼店（鹿沼市仲町1596 鹿沼ショッピングセンター1階[66]、1974年（昭和49年）6月21日開店[67]-1991年（平成3年）閉店[68]）

地上3階建て、店舗面積約1,396m2、駐車台数約190台。
ジャスコとの共同出店で開業した。
跡地には、まちの駅新鹿沼宿が開設された（）。
- 益子店（芳賀郡益子町大字益子2780[16][70]、1978年（昭和53年）8月23日開店[70] - ?閉店）
店舗面積約1,300m2[71]

#### 埼玉県
- 羽生店（羽生市中央4-5-18[72]、1960年（昭和35年）7月開店[72]）
店舗面積約383m2[72]

- 加須店（加須市中央1-7-22[73]、1962年（昭和37年）10月開店[73]）
店舗面積約710m2[73]

- 行田店（行田市大字行田60[74]、1964年（昭和39年）9月開店[74]）
店舗面積約436m2[74]

- 熊谷店（熊谷市石原2218[75]、1967年（昭和42年）10月開店[75]）
店舗面積約436m2[75]

- 熊谷駅前店（熊谷市筑波2-66ニチイショッピングデパート[76]、1971年（昭和46年）10月29日開店[77]）
敷地面積約2,157m2[77]、鉄筋コンクリート造地下1階地上6階建て[77]、延べ床面積約10,831m2[77]、店舗面積約7,954m2[77]（直営売場面積558m2[27]）、駐車台数約90台[78]。

- 上尾店（上尾市浅間台2-1-1[79]、1983年（昭和58年）9月開店[18][80] - ?閉店）
売場面積1,450平方メートル[80]。
関西スーパーマーケットと同じファサードを採用した店舗だった[81]。

#### 茨城県
- とりせん古河店（古河市旭町1-14-1[82]、1983年（昭和58年）11月開店[82] - ?閉店）
店舗面積約1,660m2[82]

#### 福島県
- とりせん白河店（白河市北真舟172-1[83]、1994年（平成6年）4月21日開店[84] - ?閉店）
「白河西部ショッピングセンター・とぴあ104」（店舗面積約12,300m2）の核店舗としてコメリや亀宗と共に出店していた[84]。

## 事業所
- 本社・流通センター（群馬県館林市下早川田町700番地[4]、1974年（昭和49年）2月開設[4]）
敷地面積約15,570m2[85]、地上2階建て[15]、延べ床面積約2,012m2[85]（本部約990m2[15]、プロセスセンター・約2,310m2[15]、配送センター約4,290m2[15]）
食品加工と包装機能を持つプロセスセンターと流通センターを併設した本部として開設された[2]。

## 主な子会社・関連会社
- マック食品株式会社（食品製造業[86]、1975年（昭和50年）11月設立[18]、前橋市力丸町458[87]）
PBの即席麵や豆腐などの開発・製造を行う子会社で[86]、全量を当社に納入している[87]。
- 株式会社マエショウ企画（不動産管理業等[1]）
- 雄峯食品株式会社（食品・日用品卸売業[18]、1982年（昭和57年）2月設立[18]、館林市下早川田700[88]）
- 株式会社マエショウサプライ（貨物運輸業及び倉庫業[1]、ミスタードーナツのフランチャイジー等）
- 前原商事株式会社（卸売業及び100円ショップ、クリーニング店の運営）
- 前原興産株式会社（保険代理業[18][86]、1972年（昭和47年）2月設立[18]）

### かつて存在した子会社・関連会社
- 前原物産株式会社（寿司・軽食店の運営[89]、1980年（昭和55年）3月設立[22]、前橋市力丸町458[90]）
「持ち帰り寿し・峰寿し」や「廻りずし・みね」、それに「ファミリーレストラン・マミット」の運営を行っていた[89]。
- 前商コックフーズ株式会社（ファミリーレストランの運営[86]、1978年（昭和53年）6月設立[22]、桐生市東久方町1-2-38[91]）

#### 広報資料・プレスリリースなど一次資料
1. 1 2 3 4 5 6 7 8 9 10 11 12 13 14 15 16  “株式会社とりせん 沿革”.   株式会社とりせん. 2022年2月27日閲覧。
2. ↑  “とりせん佐野西店で11月1日よりとりせんネットスーパーがスタート！”.   とりせん. 2023年11月8日閲覧。